# المحندر (أرحب)

تعديل مصدري - تعديل

المحندر هي إحدى قرى عزلة حبار بمديرية أرحب التابعة لمحافظة صنعاء، بلغ تعداد سكانها 162 نسمة حسب تعداد اليمن لعام 2004.